# Mal-shi

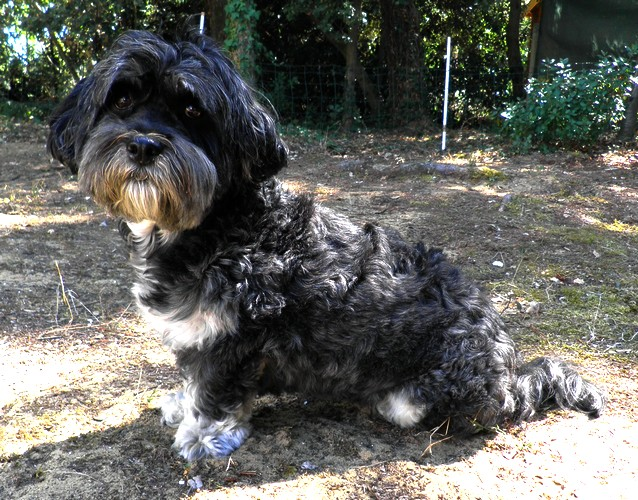

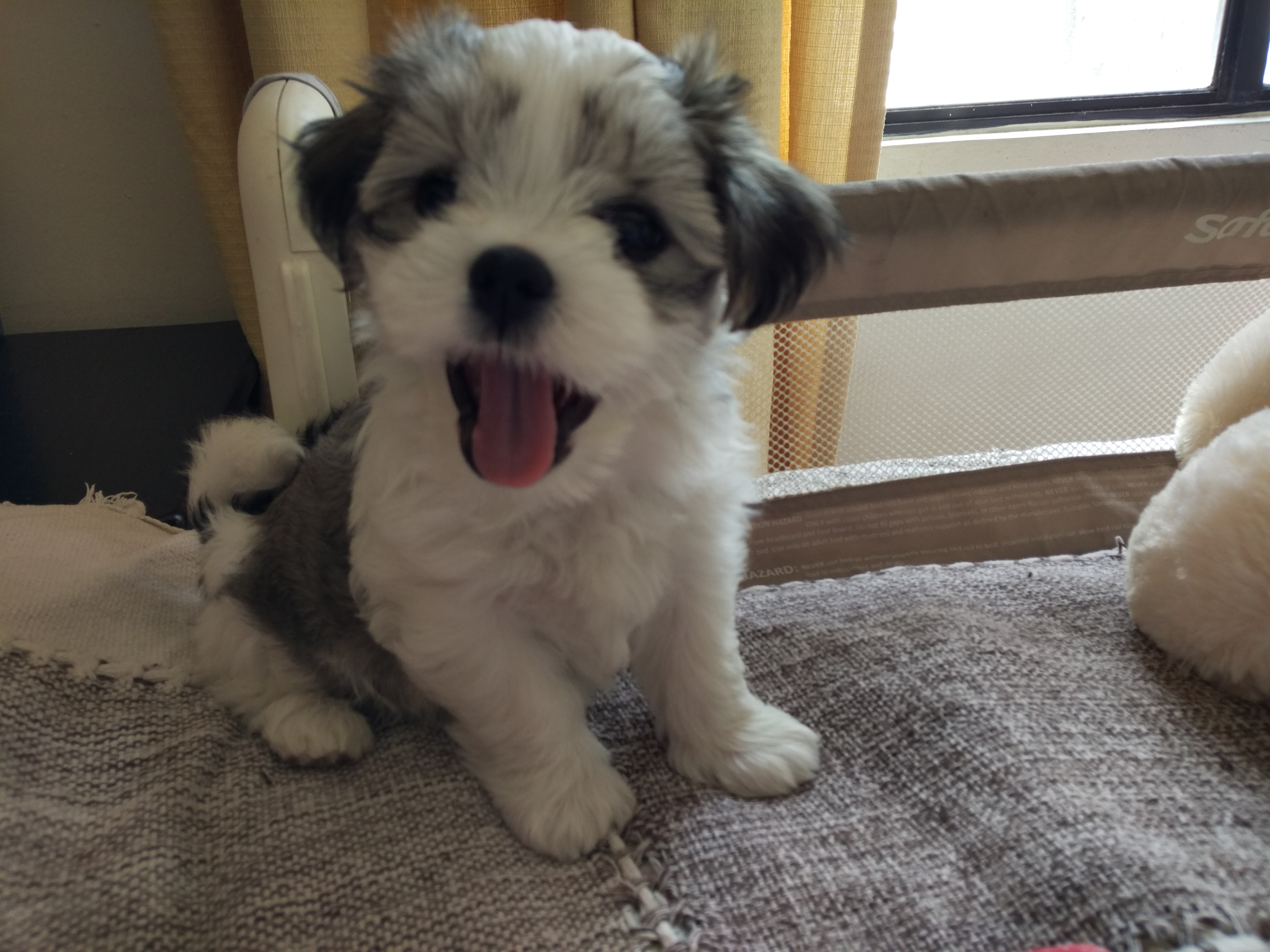
Cachorro

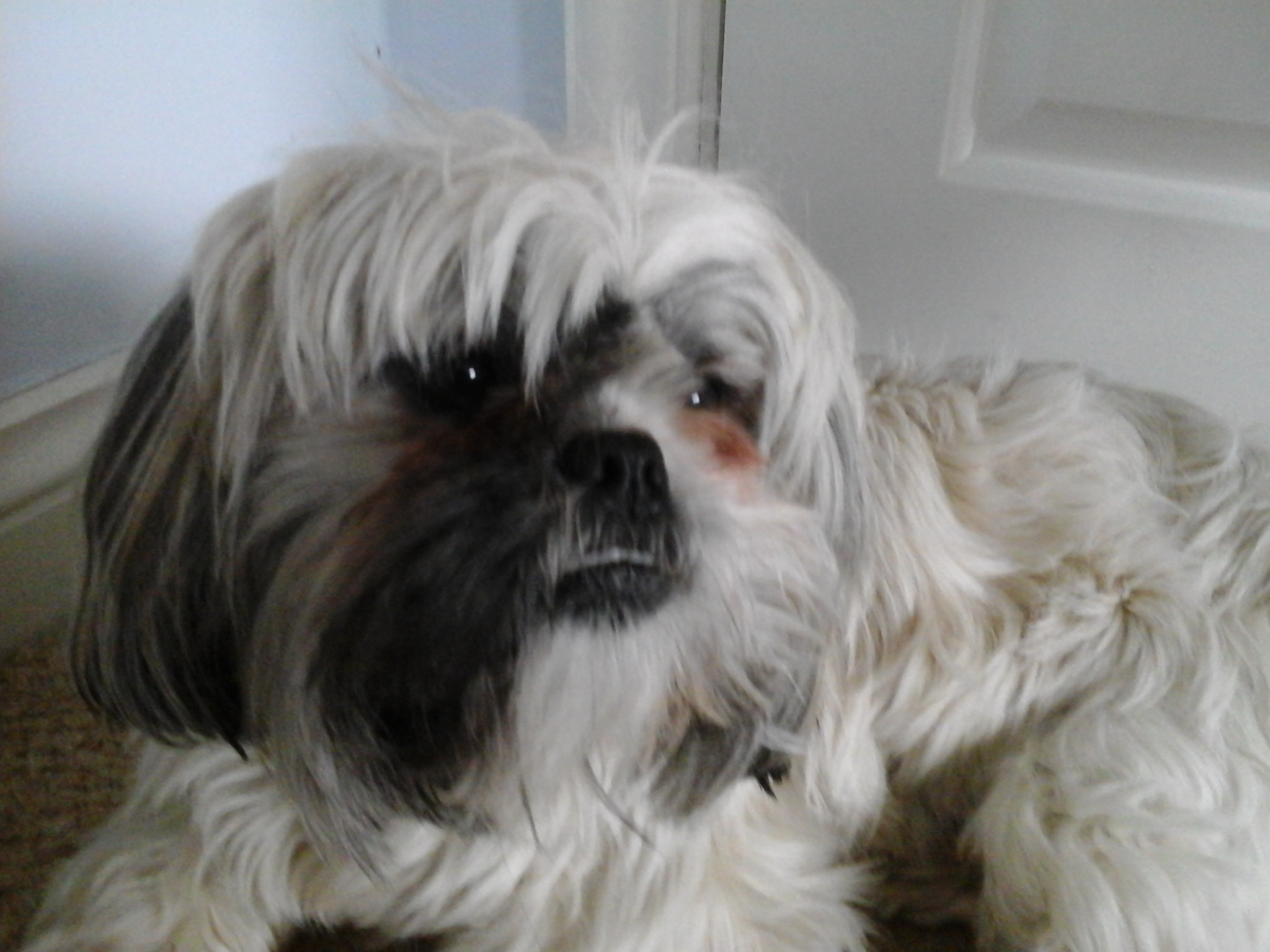
Con dos años

Mal-shi hace referencia a una raza híbrida de perros creada a partir del cruce entre Bichón maltés y el Shih Tzu. La mayor parte de Mal-shis se crea con el propósito de conseguir un perro con las mejores características entre estas dos razas.  

## Características
Los Mal-shi pesan entre 2,3 y 6,8 kg y miden entre 25 y 50 cm a la cruz. Existen en todos los colores de manto del Shih Tzu, principalmente blanco, negro, marrón y combinaciones de los tres. Tienen mantos suaves, colas rizadas y una inteligencia entre media-alta. Normalmente no son muy difíciles de entrenar y son un muy buen compañero. Tienen mucha energía y les gusta tomar tu atención. Cepillarlos es muy importante y no toma mucho tiempo por su pequeño tamaño.